# Monteceneri
Monteceneri est une commune suisse du canton du Tessin, située dans le district de Lugano.

## Histoire
La commune a été fondée le 21 novembre 2010 par la fusion des cinq anciennes communes de Bironico, Camignolo, Medeglia, Rivera et Sigirino. Lors du vote sur cette fusion qui s'est tenu le 25 novembre 2007, les communes d'Isone et de Mezzovico-Vira ont refusé le projet et sont restées indépendantes.